# 陈魁亚
陈魁亚（1897年—1933年2月），广东普宁人。中国共产党早期领导人。

## 生平
早年参加中国共产党。1923年参加革命活动，在家乡从事农民运动。后建立中共党的组织，任中共普宁部委书记。1927年春任中共普宁县委书记。4月领导普宁农民暴动，成立惠潮梅工农讨逆军，并任领导人。5月，参与领导东江农军转移至湖南汝城，成立中共前方委员会，任委员。不久转回普宁。
第一次国共内战期间，继续任中共普宁县委书记。同年9月，迎接南昌起义军进占潮汕。成立陆丰县苏维埃政府，被选为主席团委员。1928年2月，任中共潮梅特委委员，仍兼普宁县委书记。秘密发展党的组织，扩大农民游击队。1929年10月，朱德率红四军主力挺进东江梅县，成立东江革命委员会，任委员，参与领导建立以八乡山为中心的东江革命根据地。1930年4月成立东江苏维埃政府，被选为主席，并任中共红十一军前委委员。同年秋任中共东江行动委员会委员，参与领导红十一军和东江革命根据地的斗争。1933年2月在潮阳僧帽山战斗中阵亡。